# Плейнмур
«Плейнмур» — футбольный стадион, расположенный в курортном городе Торки, графство Девон, Англия. С 1921 года является домашней ареной местного клуба «Торки Юнайтед».

## История
Ко времени основания «Торки Юнайтед» в 1899 году «Плейнмур» принадлежал городскому регбийному клубу, в 1904 году занявшему «Рекрейшен Граунд» — исконную арену «чаек».
В 1910 году один из городских любительских коллективов объединился с клубом «Торки», образовав современный «Торки Юнайтед».
В 1921 году команда окончательно заняла ранее освободившееся поле регбистов.
В 1927 году «Торки Юнайтед» получил право на вступление в Футбольную лигу, начав с Третьего дивизиона.
Перед профессиональным дебютом клуба на стадионе были установлены удобные деревянные трибуны за 150 фунтов стерглингов, обновленные в 1981 году.
В 1930 году в результате сильного шторма рухнула крыша арены. После её замены поле не испытало каких — либо серьёзных изменений, если не считать косметического ремонта и установки средств искусственного освещения в 1954 году.
В 1980-е годы близ «Плейнмура» открылся офис руководства «Торки Юнайтед» и магазин официальной клубной атрибутики.
Главная трибуна, которая первоначально была построена на месте ипподрома Бакфастли, была снесена осенью 2011 года, и соответственно вместимость площадки была уменьшена.
Новая трибуна, занимающая всю длину поля, в отличие от предыдущей, была возведена в сезоне 2011/12 и открыта в августе 2012 года, как раз к началу следующего сезона.
В 2012 году на стадионе также были установлены крупные телеэкраны.
15 сентября 2014 года «чайки» объявили о подписании четырёхлетнего договора с корпорацией Launa Windows, предусматривающего переименование арены в Launa Windows Stadium.